# Строфариевые
Строфа́риевые (лат. Strophariaceae) — семейство грибов порядка Агариковые.

## Описание
Плодовые тела от мелких до средних размеров, реже относительно крупные, шляпконожечные, с центральным (иногда эксцентрическим) положением ножки.
Шляпка от округлой, конической или колокольчатой до распростёртой формы. Цвет кожицы часто яркий: жёлтый, кирпично-красный, сине-зелёный, может быть и коричневых, бурых оттенков, иногда выцветает. Поверхность часто слизистая, гладкая или покрыта чешуйками, волокнами.
Мякоть тонкомясистая, реже более толстая, иногда гигрофанная, может иметь неприятный запах.
Ножка цилиндрическая, сплошная или полая, часто одного цвета со шляпкой, бывает с корневидным выростом.
Пластинки от полусвободных до полностью приросших к ножке или немного нисходящих по ней, частые, сначала светлые, а при созревании темнеют и могут окрашиваться в серно-жёлтый, зеленоватый, сине-зелёный цвета, до почти чёрного с бурым или фиолетовым оттенком.
Общее покрывало волокнистое, обычно быстро исчезает, может оставлять на шляпке и ножке следы в виде чешуек и волокон. Может присутствовать частное покрывало, оставляющее тонкоплёнчатое кольцо на ножке.
Споровый порошок преимущественно пурпурно-коричневый или с лиловым оттенком — от чёрно-лилового до светло-коричнево-лилового и почти чёрного. Споры гладкие, эллиптические.

## Классификация
Согласно современным представлениям в семейство включены 23 рода, однако ввиду неопределённости в классификации грибов, с уверенностью можно назвать входящими в Strophariaceae лишь 5 родов, выделяемых в данном семействе большинством авторов:
- Гифолома (Hypholoma)
- Кюнеромицес (Kuehneromyces)
- Чешуйчатка (Pholiota)
- Псилоцибе (Psilocybe)
- Строфария (Stropharia)

## Экология
В основном грибы семейства — сапрофиты на древесине (Pholiota и Kuehneromyces), травянистых растительных остатках и навозе (Psilocybe и Hypholoma), а также на почве (в основном, представители рода Stropharia). Помимо этого, встречаются и паразитические виды, произрастающие на стволах живых деревьев. Строфариевые грибы встречаются чаще всего в лесах и парках, реже на лугах, пастбищах, и сфагновых болотах.